# Soul Conversations
Soul Conversations ist ein Jazzalbum der Ulysses Owens Jr. Big Band. Die Anfang 2019 bei einem Auftritt im Dizzy’s Club Coca Cola in New York City entstandenen Aufnahmen erschienen am 7. Mai 2021 auf dem Label Outside in Music.

## Hintergrund
Soul Conversations ist die Debütaufnahme der 17-köpfigen Big Band von Schlagzeuger Ulysses Owens Jr., in der u. a. Benny Benack III, Michael Dease, Andrew Gutauskas, Giveton Gelin und Yasushi Nakamura spielten. Zu den gespielten Stücken zählten der von Michael Dease arrangierte „Two Bass Hit“ von Dizzy Gillespie/John Lewis, John Coltranes „Giant Steps“ und die von Charles Turner III stammende Hommage an „Harlem Harlem Harlem“, in der dieser als Sänger fungierte. Zu den ruhigeren Stücken des Albums gehören drei von Owens geschriebenen und arrangierten Nummern („Beardom X“, „Red Chair“, „Soul Conversations“), „London Towne“ eine Komposition des Trompeters Benny Benack III, die Ballade „Language of Flowers“ von Bassist Yasushi Nakamura, das von Steve Porcaro und John Bettis stammende „Human Nature“ (mit dem Gastvibraphonisten Stefon Harris, der ebenso bei „London Towne“ zu hören ist) und Neal Heftis „Girl Talk“.

## Titelliste
- Ulysses Owens Jr. Big Band: Soul Conversations (Outside in Music OiM2117)[2]

1. Two Bass Hit (Gillespie/Lewis)
2. London Towne (Benny Benack III)
3. Beardom X
4. Red Chair
5. Giant Steps (Coltrane)
6. Language of Flowers (Yasushi Nakamura)
7. Human Nature (John Bettis, Steve Porcaro)
8. Girl Talk (Neal Hefti)
9. Harlem Harlem Harlem (Turner)
10. Soul Conversations

Wenn nicht anders vermerkt, stammen die Kompositionen von Ulysses Owens, Jr.

## Rezeption
Nach Ansicht von Jack Bowers, der das Album in All About Jazz rezensierte, bestehe kein Zweifel an der Begabung oder an der Begeisterung der Band. In New York gibt es eine Fülle musikalischer Talente, und Owens habe die Band mit bewährten Schwergewichten ausgestattet, ein Vorteil, der von Anfang an offensichtlich ist. Manchmal sei dies eine unruhige Jungfernfahrt, aber eine, deren Stärken die Schwächen bei weitem übertreffen würden, so der Autor.

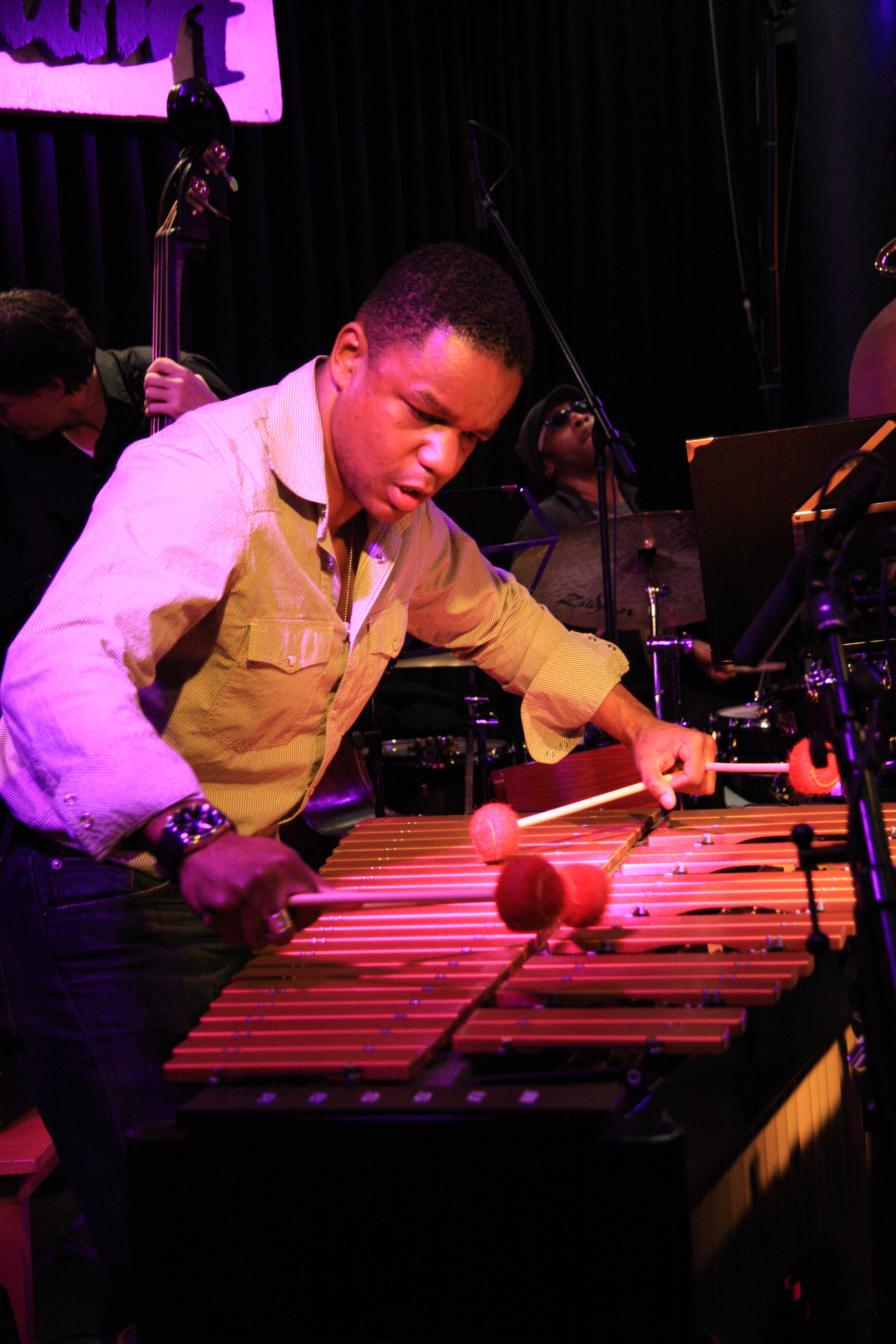
Stefon Harris bei einem Workshop in München (2010)

George W. Harris schrieb in Jazz Weekly, Schlagzeuger Ulysses Owens führe von hinten eine aufgeweckte Bigband, in der Gastmusiker Stefan Harris für besonders gute Stimmung sorge. Der Vibraphonist gleite über die Kaskade auf dem locker swingenden „London Town“ und bereichere das durch Michael Jackson bekannte „Human Nature“. Charles Turner III sorge für leidenschaftliche Gesangsbeiträgen in „Harlem Harlem Harlem“ und einige treibende Beats in der Titelmelodie. Owens’ Besen würden das elegisch vorgetragene „Red Chair“ streicheln.
Die Zeitschrift Jazziz zählte der Album zu den besten Neuveröffentlichungen des Monats; zur Begründung schrieb Mat Miciucci: Schlagzeuger und Komponist Ulysses Owens Jr. demonstriere eine frische Herangehensweise an ein großes Ensemble im Jazz. Das Album, live im Dizzy’s Club im Lincoln Center aufgenommen, markiere das Debüt seiner Big Band, die eine Mischung aus Coverversionen und drei seiner Eigenkompositionen aufführte.